# Santa Margarita (Samar)
Santa Margarita è una municipalità di quarta classe delle Filippine, situata nella Provincia di Samar, nella regione di Visayas Orientale.
Santa Margarita è formata da 36 baranggay:
- Agrupacion
- Arapison
- Avelino
- Bahay
- Balud
- Bana-ao
- Burabod
- Cagsumji
- Campeig
- Camperito
- Can-ipulan
- Canmoros
- Cautod (Pob.)
- Cinco
- Curry
- Gajo
- Hindang
- Ilo

- Imelda
- Inoraguiao
- Jolacao
- Lambao
- Mabuhay
- Mahayag
- Matayonas
- Monbon (Pob.)
- Nabulo
- Napuro
- Napuro II
- Palale
- Panabatan
- Panaruan
- Roxas
- Salvacion
- Solsogon
- Sundara